# El Crucero (Nicaragua)
El Crucero es un municipio del departamento de Managua en la República de Nicaragua.

## Geografía
El municipio de El Crucero tiene una extensión de 225.7 km², está ubicada entre las coordenadas 11° 58′ 60″ de latitud norte y 86° 19′ 0″ de longitud oeste, a una altitud de 930 m s. n. m.

### Límites

#### Municipios adyacentes
| Noroeste: Villa El Carmen | Norte: Managua                                  | Noreste: Managua                 |
| Oeste: Villa El Carmen    |                                                 | Este: Ticuantepe y La Concepción |
| Suroeste: Villa El Carmen | Sur: {{bandera\|Departamento de br/> San Marcos |                                  |

## Historia
El Crucero era anteriormente el Distrito VII de Managua, pero se convirtió en municipio independiente en 2000.

## Demografía
El Crucero tiene una población actual de 16,127 habitantes. De la población total, el 49.7% son hombres y el 50.3% son mujeres. Casi el 64.7% de la población vive en la zona urbana.

## División territorial
¿Extensión territorial de mi municipio?
- 30 comarcas
- 3 asentamientos espontáneos
- 1 urbanización progresiva
- 3 barrios populares
- 2 zonas residenciales
- 4 barrios tradicionales

## Religión
El Crucero celebra su fiesta el 7 de octubre en memoria de Nuestra Señora de la Victoria.